# Nina Leonidowna Kogan
Nina Leonidowna Kogan (russisch Нина Леонидовна Коган, wiss. Transliteration Nina Leonidovna Kogan, * 25. April 1954) ist eine russische klassische Pianistin.

## Werdegang
Nina Kogan wurde als Kind der Violinisten, Leonid Kogan und Jelisaweta Gilels, der Schwester des Pianisten Emil Gilels, geboren. Der russische Dirigent Pawel Kogan ist ihr Bruder. Mit sechs Jahren nahm sie ihren ersten Klavierunterricht. Dann besuchte sie die Moskauer Zentralschule für hochbegabte Kinder. Später studierte sie bei Jakow Flier am Moskauer Konservatorium.
Nina Kogan gab ab ihrem 12. Lebensjahr Konzerte. Von ihrem 13. Lebensjahr ab bis ins Jahr 1982, dem Todesjahr ihres Vaters, unternahm sie mit diesem als Klassik-Duo gemeinsam weltweite Konzerttourneen. Sie wirkte als Rezitalistin, Orchestersolistin und als Kammermusikerin weltweit.
Von 1991 bis 1992 und von 2003 bis 2004 wirkte sie als Professorin am Connecticut College in New London, USA. Seit 1997 ist Kogan Klavierprofessorin am Konservatorium in Moskau. Sie hat  Meisterkurse gegeben.
Nina Kogan hat  Tonträger unter anderem für die Label Melodiya, Triton, Philips, Chant du Monde, Brilliant Classics und Orfeo veröffentlicht.